# Point Cloud Library
Point Cloud Library (PCL) — це бібліотека з відкритим вихідним кодом алгоритмів для задач обробки хмари точок і обробки 3D-геометрії, таких як тривимірний комп'ютерний зір. Бібліотека містить алгоритми оцінки функцій, реконструкції поверхні, реєстрації, підгонки моделей і сегментації. Він написаний на C++ і випущений під ліцензією BSD.
Ці алгоритми використовуються, наприклад, для сприйняття в робототехніці, щоб фільтрувати викиди з шумних даних, зшивати тривимірні точкові хмари разом, сегментувати відповідні частини сцени, витягувати ключові точки і обчислювати дескриптори для розпізнавання об'єктів в світі на основі їх геометричного виду, І створювати поверхні з точкових хмар і візуалізувати їх.

## Історія
Розвиток бібліотеки Point Cloud почався у березні 2010 року у Willow Garage. Спочатку проект знаходився в субдомені Willow Garage, а потім переїхав на новий сайт pointclouds.org в березні 2011 року. Перший офіційний випуск PCL (версія 1.0) був випущений два місяці по тому в травні 2011 року.

## Модулі
Бібліотека розділена на модулі.